# Čelechovice na Hané
Čelechovice na Hané (en allemand : Tschelechowitz in der Hanna) est une commune du district de Prostějov, dans la région d'Olomouc, en Tchéquie. Sa population s'élevait à 1 331 habitants en 2023.

## Géographie
Čelechovice na Hané se trouve à 3 km à l'est de Kostelec na Hané, à 5 km au nord-nord-ouest de Prostějov, à 15 km au sud-ouest d'Olomouc et à 201 km à l'est-sud-est de Prague.
La commune est limitée par Slatinky et Lutín au nord, par Olšany u Prostějova à l'est, par Smržice et Kostelec na Hané au sud, et par Stařechovice à l'ouest.

## Histoire
La première mention écrite de la localité date de 1315.

## Administration
La commune se compose de trois sections :
- Čelechovice na Hané
- Kaple
- Studenec

## Galerie

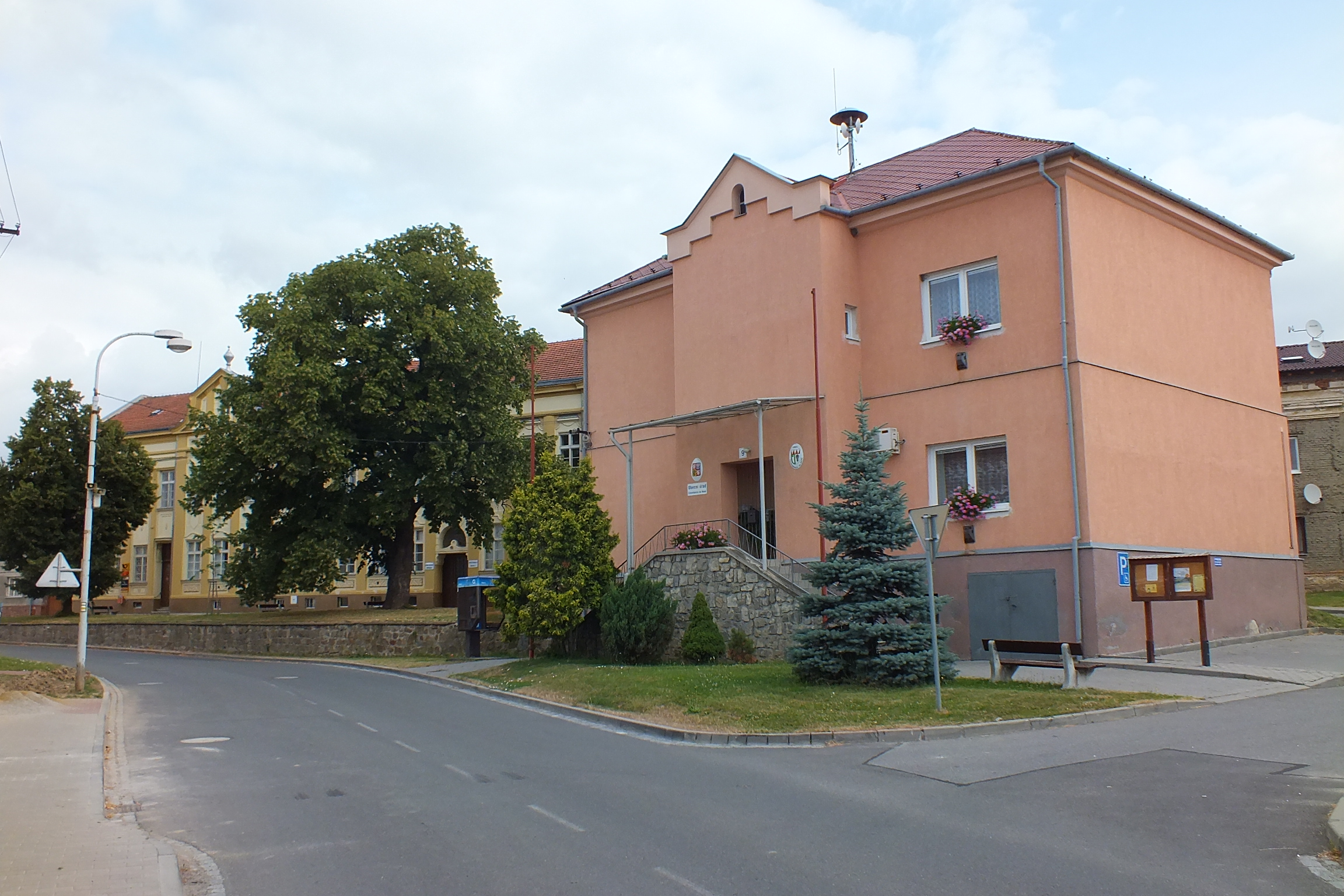
Čelechovice na Hané : la mairie.
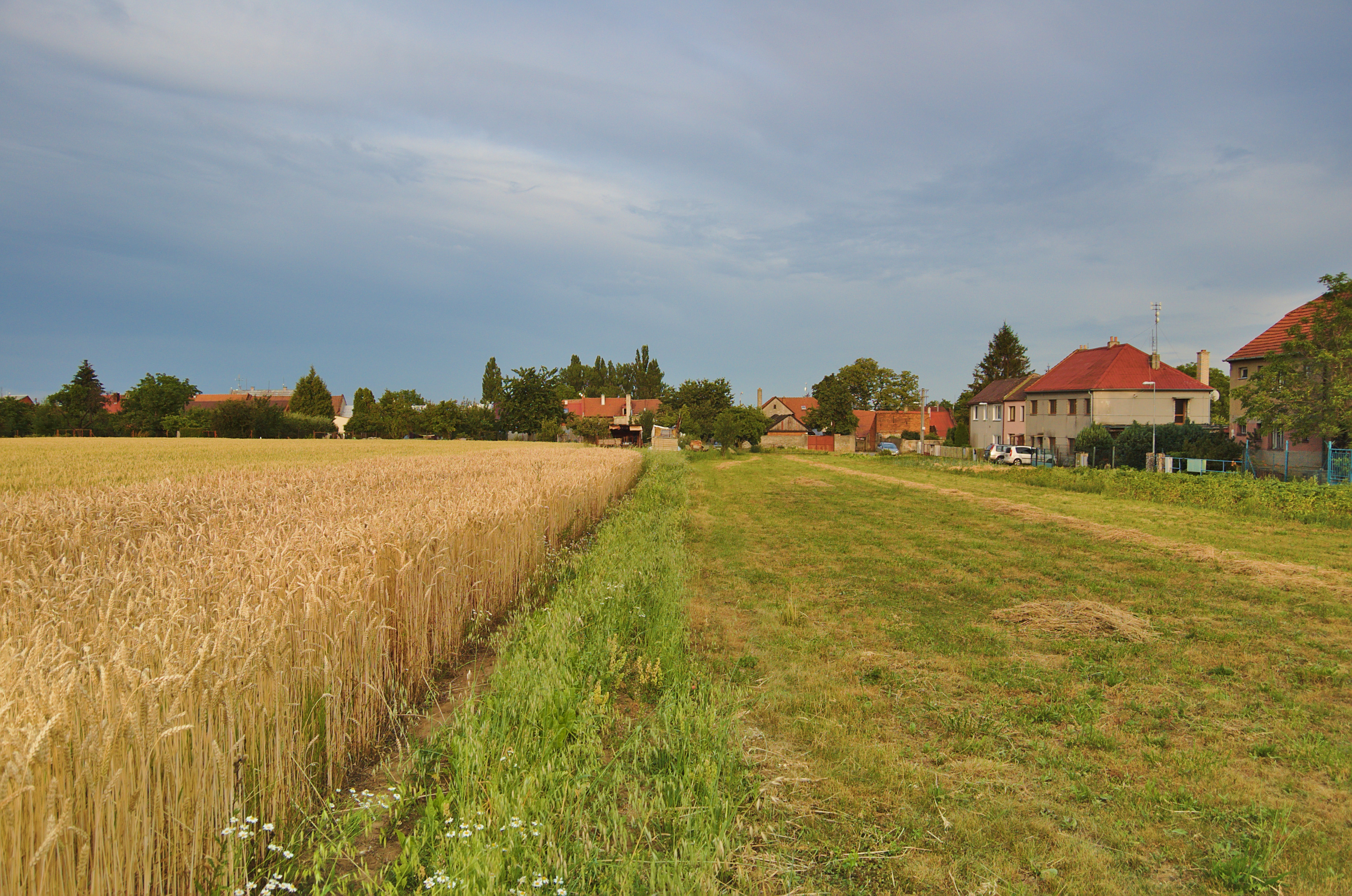
Le village vu de l'ouest.

## Transports
Par la route, Čelechovice na Hané se trouve à 7,5 km de Prostějov, à 17 km d'Olomouc et à 253 km de Prague.